# デイダメイア2世
デイダメイア (ギリシア語: Δηϊδάμεια、英語: Deidamia / Deidameia) または ラオダミア (ギリシア語: Λαοδάμεια、英語: Laodamia) (? - 紀元前233年頃または紀元前231年) は 古代ギリシアの王女、エピロス王ピュロス2世の娘、エピロス最後の女王（在位：紀元前235年 - 紀元前233/1年）。

## 生涯
彼女の父と叔父プトレマイオスの死後、彼女はアイアコス王朝の王室最後の生き残りのひとりだった。彼女にはネーレーイスという姉妹がいて、シラクサの王ヒエロン2世の息子ゲロンと結婚していた。エピロスの反乱の間、彼女の姉妹はガリアから800もの傭兵を送った。モロシア人の一部は彼女を助け、そして傭兵の助けを借りて、彼女は容易にアンブラキア (en:Ambracia) を取った。しかしエピロスの人々は、王室全体を廃止して彼らの自由を確保することを決定し、彼女を殺すことにした。彼女は、アルテミス神殿に避難のために逃げたが、すでに母親殺しの罪を負っている男ミロにより聖域内で殺害され、その後まもなくミロも自殺した 。この事件の日付は定かではない、おそらくマケドニア王デメトリオス2世の治世 (紀元前239年 - 紀元前229年) の早い時期に発生した。彼女の死をもってエピロスの君主制は終わった。
もう一人のデイダメイアは、スキューロス島の王リュコメーデースの娘で、アキレウスの子ネオプトレモスの母である。